# Звёздный легион
«Звёздный легион» — компьютерная игра в жанре аркадного экшена от третьего лица, разработанная российской студей AV Games и изданная компанией Новый диск в 2007 году. Игрок выступает в роли пилота «Звёздного легиона», чья задача — сопровождение и защита агроботов, занимающихся сбором особого растения на далёкой планете. Игра получила средние отзывы критиков; рецензенты сравнивали мир игры с «Дюной», а игровой процесс — с Jungle Strike.

## Игровой процесс
«Звёздный легион» представляет собой аркадный экшен от третьего лица, разбитый на 20 уровней, в ходе которых игрок управляет «крафтом» — небольшой летающей боевой машиной. В начале каждой миссии игроку даётся несколько задач, сводящихся к разведке карты, поиску и активации уборочных агроботов и борьбой с атакующими роботами. Нападающие роботы бывают разных типов: одни перемещаются по земле, а другие умеют летать; одни стреляют в игрока, а другие выступают в роли камикадзе. При длительной стрельбе оружие игрока перегревается, а при переключении на другой тип вооружения во время стрельбы его заклинивает.
За прохождение миссий и задач командования игрок получает деньги, очки опыта и воинские звания. Деньги можно потратить у торговца между миссиями на улучшение своего крафта, покупку нового вооружения или восполнение боезапаса. Также игрок может приобрести турели или патрульных ботов, незначительно помогающих в бою, однако они будут действовать только одну миссию. Кроме того, игрок может покупать дополнительных агроботов, что увеличит его доход. Очки опыта тратятся на улучшение крафта и агроботов. Звания не влияют на игровой процесс.

## Сюжет
На далёкой планете, на которой буйствует радиация, было найдено растение исида, обладающее целительными свойствами и продлевающее жизнь. Земляне начали сбор плодов, однако подверглись нападению враждебных роботов. Для защиты плантаций был организован «Звёздный легион», к которому принадлежит и главный герой игры.

## Разработка и выпуск
«Звёздный легион» стал первым коммерческим проектом нижегородской студии AV Games. Игра поступила в продажу 7 марта 2007 года

## Критика
| Русскоязычные издания | Русскоязычные издания |
| Издание               | Оценка                |
| --------------------- | --------------------- |
| Absolute Games        | 63 %                  |
| «Игромания»           | 6,5/10                |
| «ЛКИ»                 | 68 %                  |
| «НИМ»                 | 6,7/10                |

Игра получила средние оценки критиков, усреднённая оценка в агрегаторе «Критиканство» составляет 65 баллов из 100. Многие критики отмечали сходство идеи «Звёздного легиона» со вселенной «Дюны», а игрового процесса — с игрой Jungle Strike.
Антон «Dash» Лысенко из журнала «Лучшие компьютерные игры» положительно оценил разнообразие заданий и красочность игрового мира, но покритиковал звуковой дизайн и слабость сюжета, заключив, что игра «не пытается открыть новые страницы жанра, однако захватывающий процесс не оставит равнодушным ни одного игрока, умеющего быстро и метко стрелять». Iniel в рецензии для «Навигатора игрового мира» положительно оценил игровой процесс, однако отметил, что под конец прохождения игра «превращается в бытовую мясорубку — утомительно-занудное превращение окружающего мяса в фарш», отметив, что игровому процессу не хватает развития во второй половине игры. Георгий Курган из «Игромании отметил, что игра увлекает, несмотря на примитивный геймплей, посоветовав её всем игрокам, уставших от «больших» игр. Олег «SiD» Вяткин из Absolute Games положительно оценил графику, хотя и отметил «скудную фантазию» дизайнеров, но раскритиковал непродуманность мира, заключив: «попробовать можно, только не ждите от „Звёздного легиона“ многого».